# Silbermedaille für den Behindertensport

Amtliche Darstellung der Silbermedaille für den Behindertensport im Bundesgesetzblatt

Die Silbermedaille für den Behindertensport war ein staatliches Ehrenzeichen der Bundesrepublik Deutschland. Sie wurde an behinderte Sportler verliehen, die durch besondere sportliche Leistungen in hervorragender Weise die Fähigkeit bewiesen haben, ihre Behinderung zu meistern und dadurch anderen ein Beispiel zu sein.
Die Silbermedaille wurde am 13. April 1978 vom damaligen Bundespräsidenten Walter Scheel gestiftet, um dem Wunsche des Behindertensportes gerecht zu werden und um den Sport als Mittel zur Rehabilitation behinderter Menschen sichtbar hervorzuheben. Die Verleihungen sind 1993 eingestellt worden. Ab diesem Zeitpunkt werden auch behinderte Sportler (in Gleichsetzung mit nichtbehinderten Sportlern) mit dem Silbernen Lorbeerblatt für ihre sportlichen Leistungen geehrt.

## Aussehen, Beschaffenheit und Trageweise
Das Ehrenzeichen ist eine Medaille aus Silber, die auf ihrer Vorderseite mittig den Bundesadler zeigt, der von einem ebenfalls in Silber gehaltenen Lorbeerkranz umgeben ist. Die Rückseite trägt mittig die Aufschrift DER BUNDESPRÄSIDENT. Darunter wurde der Tag der Verleihung eingraviert. Das Ehrenzeichen wird (immer noch) an einem Band mit den Farben der olympischen Ringe getragen (blau-gelb-schwarz-grün-rot). Ein Umtauschen in das Silberne Lorbeerblatt war nicht vorgeschrieben. Die Bandschnalle zeigt mittig eine aufgebrachte Miniatur der Vorderseite des Ehrenzeichens.

## Verleihung
Für die Verleihung der Silbermedaille galten folgende Verleihungsvoraussetzungen. Demnach konnte die Medaille verliehen werden an:
- Mitglieder von Mannschaften, die bei internationalen Wettbewerben, die von den zuständigen internationalen Behindertensportorganisationen anerkannt und ausgeschrieben wurden (z. B. Weltmeisterschaften, Olympische Spiele für Behinderte, Weltspiele), unter mindestens sechs Mannschaften den 1. Platz (Goldmedaille) belegt hatten.
- Mitglieder von Mannschaften, die mehrmals in der gleichen Besetzung einen deutschen Meistertitel errungen haben.
- Behindertensportler, die bei internationalen Wettbewerben den 1. Platz (Goldmedaille) belegt hatten. Grundsätzlich wurden nur die Sportler berücksichtigt, die auch Sieger in einem Wettbewerb mit mindestens sechs Teilnehmern geworden waren.
- Behindertensportler, die bei deutschen Meisterschaften mehrmals einen 1. Platz belegt und dabei herausragende Leistungen gezeigt hatten.
- Behindertensportler, die einen Weltrekord für Behinderte bei offiziellen Veranstaltungen nach den Regeln der internationalen Behindertensportverbände aufgestellt hatten (außerordentliche einmalige Leistung).
- Behindertensportler, die in Wettkämpfen mit nichtbehinderten Sportlern herausragende Leistungen erzielt hatten (Endkampfplatzierung bei internationalen oder nationalen Meisterschaften, Aufnahme in die Bestenliste) und
- in besonderen Ausnahmefällen auch Behindertensportler, die in internationalen Wettbewerben mehrfach den 2. Platz (Silbermedaille) oder den 3. Platz (Bronzemedaille) belegt hatten. Dabei war allerdings die Zahl der Teilnehmer in den jeweiligen Disziplinen zu berücksichtigen.[5]

Die Vorschläge, welche zur Verleihung der Medaille führen sollten, waren von den Sportverbänden dem Chef des Bundespräsidialamtes oder dem Bundesinnenminister zuzuleiten. Organisationen, die auch den Bereich des Behindertensports betreuten, jedoch nicht dem Deutschen Sportbund angehörten, konnten ebenfalls Vorschläge einbringen, jedoch nur unter vorheriger Absprache mit dem Präsidenten des Deutschen Sportbundes.
Der Auszuzeichnende erhielt mit Aushändigung der Medaille, die in sein Eigentum überging, eine Verleihungsurkunde.